# Iterátor programtervezési minta
Az objektumorientált programozásban az iterátor olyan tervezési minta, melyet arra használunk, hogy bejárjunk egy containert és elérjük annak elemeit. Az Iterátor minta szétválogatja a container algoritmusait; egyes esetekben viszont ezek az algoritmusok container-specifikusak és így nem nem lehet őket függetleníteni.
Például, egy képzeletbeli SearchForElement algoritmust általában végrehajthatunk egy meghatározott típusú iterátorral, ahelyett, hogy container-specifikus algoritmusként implementálnánk. ezáltal a SearchForElement bármely container által használható, mely támogatja a kívánt típusú iterátort.

## Definíció
Az Iterátor Aggregator minta lényege, hogy segítségével szekvenciálisan érhetjük el egy aggregált objektum elemeit, a mögöttes megvalósítás megismerése nélkül.
Nyelv specifikus végrehajtás
Néhány nyelv standardizálja a szintaxist. A C++ és a Python figyelemre méltó példa lehet.

### C++
A C++ a pointerek szemantikájával valósítja meg az Iterátorokat. A C++-ban egy osztály megtölthetünk pointer műveletekkel, ezáltal az Iterátort implementálhatjuk többé-kevésbé pointer mintára, mely rendelkezik, feloldással, növeléssel és csökkentéssel. Ennek előnye, hogy a C++ algoritmusokat, mint például a std::sort azonnal alkalmazhatóak korábbi memória pufferekre és hogy ehhez nem kell új szintaxist megtanulni. Ugyanakkor szükség van egy vég-Iterátorra az egyenlőség teszteléséhez, ahelyett hogy az Iterátor felismerné, hogy elért a művelet végére. Úgy mondjuk, hogy a C++ nyelvben az Iterátor modellezi az Iterátor koncepcióját.

### Java
A Java-ban van Iterátor interfész. A Java 5 óta az olyan objektumok, melyek implementálják az Iterable interfészt, mely egyetlen metódus segítségével visszaad egy Iterátort, bejárhatók egy továbbfejlesztett for loop szintaxis segítségével. A Java collection frameworkben található Collection interfész kiterjed az Iterátorra is.

### Python
A Python a nyelv részeként előre meghatározza az Iterátorok szintaxisát, így a nyelv kulcsszavai, mint például a for, működhetnek a Python által használt szekvenciákkal. A szekvenciának van egy __iter__() metódusa, mely visszaad egy Iterátor objektumot. Az "Iterátor protokoll"-hoz tartozik a next(), mely a következő elemet adja vissza, vagy egy stopIteration kivétel, amikor elért a szekvencia végére. Az Iterátorok rendelkeznek továbbá egy __iter__() metódussal, melynek segítségével önmagukat adják vissza, hogy újra iterálhatóak legyenek, például a for loop használatával. A generátorok a 2.2. óta elérhetőek.
A Python 3-ban a next()-et átnevezték __next__()-re.

### PHP
A PHP az Iterátor Interfészen keresztül alkalmazza iterátor mintát, ami a standard csomag része. Azok az objektumok, melyek implementálják ezt az interfészt bejárhatók a foreach nyelvi konstrukcióval.
Példa mintákra a PHP-ben
```
interface
 
IIterator
 
{

    
/*

     * @param: void

     * @return:Boolean

     */

    
public
 
function
 
hasNext
();

 
    
/*

     * @param: void

     * @return: String

     */

    
public
 
function
 
next
();

}

 

interface
 
IContainer
 
{

    
/*

     * @param: void

     * @return: IInterator

     */

    
public
 
function
 
createIterator
();

}

 

class
 
BooksCollection
 
implements
 
IContainer
 
{

    
private
 
$a_titles
 
=
 
array
();

 
    
/*

     * @param: void

     * @return: IIterator

     */

    
public
 
function
 
createIterator
()

    
{

        
return
 
new
 
BookIterator
(
$this
);

    
}

 
    
/*

     * @param: string

     * @return: void

     */

    
public
 
function
 
setTitle
(
$string
)

    
{

        
$this
->
a_titles
[]
 
=
 
$string
;

    
}

 
    
/*

     * @param: void

     * @return: Array

     */

    
public
 
function
 
getTitles
(){

        
return
 
$this
->
a_titles
;

    
}

}

 

class
 
BookIterator
 
implements
 
IIterator
 
{

    
private
 
$i_position
 
=
 
0
;

    
private
 
$booksCollection
;

 
    
function
 
__construct
(
BooksCollection
 
$booksCollection
)

    
{

        
$this
->
booksCollection
 
=
 
$booksCollection
;

    
}

 
    
/*

     * @param: void

     * @return: Boolean

     */

    
public
 
function
 
hasNext
()

    
{

        
if
 
(
$this
->
i_position
 
<
 
count
(
$this
->
booksCollection
->
getTitles
()))
 
{

            
return
 
true
;

        
}

        
return
 
false
;

    
}

 
    
/*

     * @param: void

     * @return: String

     */

    
public
 
function
 
next
()

    
{

        
$m_titles
 
=
 
$this
->
booksCollection
->
getTitles
();

 
        
if
 
(
$this
->
hasNext
())
 
{

            
return
 
$m_titles
[
$this
->
i_position
++
];

        
}
 
else
 
{

            
return
 
null
;

        
}

    
}

}

 

class
 
Tester
 
{

    
static
 
function
 
Main
()
 
{

        
$booksCollection
 
=
 
new
 
BooksCollection
();

 
        
$booksCollection
->
setTitle
(
"Design Patterns"
);

        
$booksCollection
->
setTitle
(
"1"
);

        
$booksCollection
->
setTitle
(
"2"
);

        
$booksCollection
->
setTitle
(
"3"
);

 
        
$iterator
 
=
 
$booksCollection
->
createIterator
();

        
while
 
(
$iterator
->
hasNext
())
 
{

            
echo
 
$iterator
->
next
()
 
.
 
'<br />'
;

        
}

    
}

}

 

Tester
::
Main
();

```

## További idegen nyelvű irodalom
- Object iteration in PHP
- Iterator Pattern in C#
- Iterator pattern in UML and in LePUS3 (a formal modelling language)
- SourceMaking tutorial
- Design Patterns implementation examples tutorial
- Iterator Pattern

## Fordítás
Ez a szócikk részben vagy egészben  az   Iterator pattern című angol Wikipédia-szócikk ezen változatának fordításán alapul.  Az eredeti cikk szerkesztőit annak laptörténete sorolja fel. Ez a jelzés csupán a megfogalmazás eredetét és a szerzői jogokat jelzi, nem szolgál a cikkben szereplő információk forrásmegjelöléseként.